# Maksim Nedassekau
Maksim Jurjewitsch Nedassekau (belarussisch Максім Юр’евіч Недасекаў, engl. Transkription Maksim Nedasekau; * 21. Januar 1998 in Wizebsk) ist ein belarussischer Leichtathlet, der sich auf die Disziplin Hochsprung spezialisiert hat.

## Karriere
Die erste Teilnahme an einem nationalen Hochsprung-Wettbewerb erfolgte durch Maksim Nedassekau am 7. Juni 2014. Im darauffolgenden Jahr übersprang er erstmals die zwei Meter. 2016 vertrat er Belarus bei den U20-Weltmeisterschaften in Bydgoszcz, bei denen er mit 2,18 m den achten Platz belegte. Im Folgejahr gewann er den Hochsprung-Wettbewerb bei den U20-Europameisterschaften in Grosseto mit übersprungenen 2,33 m, was gleichzeitig eine neue persönliche Bestleistung und einen Meisterschaftsrekord darstellte. 2018 qualifizierte er sich für die Hallenweltmeisterschaften in Birmingham, bei denen er mit 2,20 m auf Rang sechs sprang. Bei den Europameisterschaften in Berlin egalisierte er seine Bestleistung und gewann damit die Silbermedaille hinter dem Deutschen Mateusz Przybylko. Im Jahr darauf schied er dann bei den Halleneuropameisterschaften in Glasgow mit 2,21 m in der Qualifikation aus und gewann bei den U23-Europameisterschaften in Gävle mit einer Höhe von 2,29 m die Goldmedaille. Bereits zuvor siegte er bei den Europaspielen in Minsk mit 2,27 m. Damit qualifizierte er sich auch für die Weltmeisterschaften in Doha, bei denen er mit 2,33 m im Finale den vierten Platz belegte, ehe er bei den Militärweltspielen in Wuhan mit 2,05 m auf Rang acht gelangte. 2020 siegte er mit 2,24 m beim Ostrava Golden Spike in Ostrava und anschließend mit 2,25 m beim P-T-S Meeting in Šamorín. Im Jahr darauf siegte er dann bei den Halleneuropameisterschaften in Toruń mit Weltjahresbestleistung und neuem Landesrekord von 2,37 m. Anfang Juni siegte er mit 2,24 m bei den FBK Games und steigerte sich beim Gyulai István Memorial auf 2,37 m und stellte damit den Landesrekord ein. Daraufhin gelangte er bei den Olympischen Spielen in Tokio bis ins Finale und egalisierte dort seine Bestmarke und gewann damit die Bronzemedaille hinter den beiden Goldmedaillengewinnern Mutaz Essa Barshim aus Katar und dem Italiener Gianmarco Tamberi.
In den Jahren 2017, 2020 und 2021 wurde Nedassekau belarussischer Meister im Freien sowie 2018 und 2021 in der Halle.

## Persönliche Bestleistungen
- Hochsprung: 2,37 m, 6. Juli 2021 in Székesfehérvár (belarussischer Rekord)
  - Hochsprung (Halle): 2,37 m, 7. März 2021 in Toruń (belarussischer Rekord)

## Politik
Nedassekau unterstützt Aljaksandr Lukaschenka. 2020 verurteilte er die Proteste und unterzeichnete einen offenen Brief der regierungstreuen Sportler.
Im April 2023 wurde Nedassekau in die Sanktionsliste der Ukraine aufgenommen.